# Іоанн (Петін)
Іоанн  (в миру Олексій Олексійович Петін; 21 березня 1813 — 20 липня 1889) — церковний діяч часів Російської імперії.

## Життєпис
Син паламаря (за іншими відомостями — дяка) Олексія Петіна. Народився 1813 року в селі Волово Ливенському повіту Орловської губернії. При народжені отримав ім'я Олексій. Навчався в Орловській духовній семінарії. після закінчення був учителем архієрейських півчих, але захворів і тому довго не з'являвся на службу, за що єпископ орловський Никодим віддалив його. деякий час служив в місцевого поміщика.
Перебрався до Києва, де поступив до духовної академії, яку закінчив 1839 року. 27 вересня того ж року призначено викладачем до Тверської духовної семінарію, але 17 листопада того ж року переведений до Орловської духовної семінарії.
У 1840 році оженився на небозі Київського митрополита Філарета, що сприяло кар'єрі. Того ж року спочатку отримав сан диякона, невдовзі — священника, після чого отримав одну з найкращих парафій в Орловській губернії.
1841 року отримав ступінь кандидата богослов'я. Того ж року помирає дружина. 1842 року Олексія Петіна призначено доглядачем Києво-Подільського духовного училища. Того ж року прийняв чернечий постриг, змінивши ім'я на Іоанн.
14 листопада 1848 року введено в сан архімандрита та призначено ректором Київської духовної академії й настоятелем Київського Пустинно-Микільського монастиря. 1850 року стає ректором Катеринославської духовної семінарії, членом консисторії і цензором проповідей.
1852 року призначено намісником Києво-Печерської лаври. Брав участь в спорудженні Володимирського собору та у відкритті печер на Панкратьєвському узвозі.
1862 року призначений на кафедру єпископа Кавказького, але з нагоди відкриття архієрейської вакансії в Полтавській єпархії 23 грудня того ж року хіротонізовано на єпископа Полтавськогота Переяславського. 1878 року возведений у сан архієпископа.
1887 року через похилий вік пішов з посади, проте залишився мешкати в Полтавському архієрейському будинку. помер 1889 року. Поховано в Хрестовоздвиженському монастирі, в теплому Свято-Духівському храмі.